# Harriet (želva)
Želva Harriet (cca 1830 – 23. června 2006) byla samice želvy sloní (Geochelone nigra), jedna z nejstarších želv světa.
Z historických dokumentů se zdá být pravděpodobné, že Harriet v roce 1835 sebral jako pětileté mládě na Galapágách vědec Charles Darwin v rámci svého výzkumu evoluce. Fakt, že Harriet patřila k endemickému poddruhu, jenž se vyskytuje na ostrově, který Darwin nenavštívil, bývá vysvětlován tím, že byla zřejmě již dříve odchycena trestanci, žijícími na jednom z navštívených ostrovů, a těm později odebrána Darwinem.[zdroj?] Želva byla nejprve převezena do Anglie, později ji John Wickham převezl do Austrálie. V roce 1870 se želva objevuje v brisbaneské zoo, ale podrobnosti nejsou známy, neboť záznamy byly v roce 1893 zničeny povodní.
Od roku 1987 žila Harriet v soukromé zoo severně od Brisbane a těšila se dobrému zdraví. Podle návštěvníků ZOO i jejích ošetřovatelů byla velmi přátelská a měla velmi ráda kontakt s lidmi, např. když ji poplácavali po krunýři. Uhynula 23. června 2006 na selhání srdce ve věku 176 let.